# Leonardo Gutiérrez
Leonardo Gutiérrez (Marcos Juárez, 16 de Maio de 1978) é um ex-basquetebolista profissional argentino. Sua última equipe foi o Peñarol de Mar del Plata. Jogava na posição de ala-pivô e é um dos jogadores que mais venceu a Liga Nacional de Basquete da Argentina. Em abril de 2017, ele anunciou sua aposentadoria da prática profissional no final da temporada 2016-2017. Em 13 de maio de 2017, ele jogou seu último jogo como profissional. Em 2017, ele iniciou sua carreira como treinador quando assumiu o comando da primeira equipe de Peñarol de Mar del Plata.
Disputou 133 jogos na Seleção Argentina de Basquetebol, 131 em torneios internacionais sendo um dos jogadores com mais aparições e títulos alcançados na história da "albiceleste".
Leo Gutiérrez juntou-se à chamada "geração dourada", que alcançou grandes conquistas, como a medalha de ouro nos Jogos Olímpicos de Atenas em 2004, o segundo lugar em Indianápolis 2002, e o ouro na FIBA Diamond Ball 2008 e nas Copas Américas de Basquetebol Masculino de 2001 e de 2011, entre outras realizações.
Além disso, é o maior vencedor da Liga Nacional, onde chegou a dez campeonatos de cinco equipes diferentes, com Olimpia de Venado Tuerto em 1996, com Atenas de Córdoba três vezes, 1999, 2002 e 2009, com Ben Hur de Rafaela em 2005, com Boca Juniors em 2007 e Peñarol de Mar del Plata quatro vezes, em 2010, 2011, 2012 e 2014. Na mesma liga, chegou às 1000 partidas jogadas, um número que até esse momento ostentava um jogador, Diego Osella. Em 2017, se tornou o jogador com mais presença na competição ultrapassando os 1096 que Diego Osella alcançou.